# Malargüe (Mendoza)
Malargüe is een plaats in het Argentijnse bestuurlijke gebied Malargüe in de provincie Mendoza. De plaats telt 23.020 inwoners.